# 무카사촌
무카사촌(일본어: 向笠村)은 일본 시즈오카현의 서부, 이와타군에 속했던 촌이다. 
이와타시 동부, 도메이 자동차도 후쿠로이 나들목과 이와타 나들목의 중간 정도에 해당한다. 

## 역사
- 1889년 4월 1일 - 정촌제 시행에 의해 도요다군 무카사촌이 성립하였다.
- 1896년 4월 1일 - 군 개편에 의해 이와타군으로 변경되었다.
- 1955년 1월 1일 - 이와타시에 편입해, 동일 무카사촌은 폐지되었다.

## 교통

### 도로
- - 국도 제1호선

현재의 이와타 하이패스 이와타 나들목이 소재하지만 당시엔 미개통이였다.

## 참고문헌
- 角川日本地名大辞典 22 静岡県